# Brasil nos Jogos Olímpicos de Verão de 1996
O Brasil competiu nos Jogos Olímpicos de Verão de 1996 em Atlanta, nos Estados Unidos. A delegação foi composta por 221 desportistas. Nesta edição, o país conquistou o que à época era a maior quantidade de medalhas numa única Olimpíada (15), superando as oito de Jogos Olímpicos de 1984, recorde igulado nos Jogos Olímpicos de 2008 e superado com as 17 em 2012 (17). Os brasileiros também conquistaram três ouros pela primeira vez, recorde só superado com a conquista de cinco nos Jogos Olímpicos de 2004.